# Vrads Herred
Vrads Herred war bis 1970 eine Harde (dän.: Herred) im dänischen Amtsbezirk Skanderborg Amt. Bis 1822 hatte die Harde zum Ringkøbing Amt gehört und kam zunächst zum Århus Amt, mit der Aufteilung dieses Amtes 1824 zum Skanderborg Amt.
Die Harde bestand aus 10 Kirchspielen:
- Ejstrup Sogn
- Hammer Sogn
- Klovborg Sogn
- Linnerup Sogn
- Nørre Snede Sogn
- Them Sogn
- Tørring Sogn
- Virklund Sogn
- Vrads Sogn
- Aale Sogn

## Auflösung 1970
1970 wurde der größte Teil der Harde dem Vejle Amt zugeschlagen: Aus den Kirchspielen Ejstrup Sogn, Klovborg Sogn und
Nørre Snede Sogn wurde die Nørre-Snede Kommune gebildet, aus Tørring Sogn, Hammer Sogn, Linnerup Sogn  und Åle Sogn wurde gemeinsam mit den
Kirchspielen Uldum Sogn, Grejs Sogn, Langskov Sogn und Sindbjerg Sogn aus der Harde Nørvang Herred (Vejle Amt) und den Kirchspielen Hornborg Sogn und Hvirring Sogn aus der Harde Nim Herred (Skanderborg Amt) die Tørring-Uldum Kommune gebildet, alle im „neuen“ Vejle Amt. Aus den Kirchspielen, Them Sogn und Vrads Sogn wurde gemeinsam mit den Kirchspielen Bryrup Sogn und Vinding Sogn aus der Harde Tyrsting Herred die Them Kommune im „neuen“ Århus Amt gebildet und das Kirchspiel Virklund Sogn  wurde der dortigen Silkeborg Kommune zugeschlagen. Die nordöstliche Ecke des Kirchspiels Vrads Sogn kam zurück zum Ringkøbing Amt.
Die ehemaligen Bestandteile liegen seit 2007 in der Ikast-Brande Kommune (Nørre-Snede) und Silkeborg Kommune (Them), beide in der Region Midtjylland.